# І в звуках пам'ять відгукнеться…
«І в звуках пам'ять відгукнеться…» (рос. «И в звуках память отзовётся… (Розы для маэстро)») — український радянський художній фільм 1986 року Київської кіностудії художніх фільмів ім. О. Довженка.

## Деталі сюжету
Про видатного діяча української національної культури, основоположника української класичної музики Миколу Лисенка (1842-1912), якого К.С.Станіславський назвав «сонцем української музики».

## Акторський склад
- Федір Стригун — Микола Віталійович Лисенко
- Ігор Тарадайкін
- Максим Шапоренко
- Олена Караджова — Ольга О'Коннор
- Людмила Шевель
- Ольга Сумська
- Павло Махотін — батько Лисенка
- Ніна Веселовська — мати Лисенка
- Андрій Харитонов — Старицький
- Володимир Антонов — Остап Вересай
- Костянтин Степанков
- Валерій Потапенко
- Андрій Крилов
- Сергійко Головін
- Леонід Бакштаєв — Чайковський
- Аліція Омельчук

## Знімальна група
- Режисер: Тимофій Левчук
- Сценаристи: Іван Драч, Іван Миколайчук
- Оператор: Едуард Плучик
- Художник: Володимир Агранов
- Звукорежисер: Юрій Риков
- Монтаж: Лариса Улицька
- Редактор: Тетяна Ковтун